# Daniel Del Sarto
Daniel Del Sarto Soares (São Paulo, 1 de setembro de 1974) é um ator e cantor brasileiro.

## Carreira
Sua carreira na televisão começou em 2001 no seriado Sandy & Junior e logo depois participou da novela Desejos de Mulher. Depois vieram: Kubanacan e uma participação em Malhação, fez personagem Daniel na Turma do Didi. Logo depois atuou na Rede Record na novela Pecado Mortal de Carlos Lombardi. Seu papel mais recente na televisão foi na novela do SBT, Cúmplices de um Resgate, onde interpretou o malvado Maurício, pai das gêmeas Isabela e Manuela, vividas por Larissa Manoela.

## Filmografia

### Cinema
| Ano  | Título                            | Personagem |
| ---- | --------------------------------- | ---------- |
| 2003 | As Alegres Comadres               | Franco     |
| 2005 | Eliana em O Segredo dos Golfinhos | Fred       |

### Televisão
| Ano     | Título                  | Personagem / Cargo          | Nota                                     |
| ------- | ----------------------- | --------------------------- | ---------------------------------------- |
| 2001    | Sandy & Junior          | Bruno Tavolare              | Temporada 3                              |
| 2002    | Desejos de Mulher       | Nicolau Toledo Valente      |                                          |
| 2003    | Kubanacan               | Guillermo Pantaleón Camacho |                                          |
| 2005    | Malhação                | Renzo Di Marco              | Episódios: "5 de setembro–10 de outubro" |
| 2006–10 | A Turma do Didi         | Daniel                      |                                          |
| 2008    | Guerra e Paz            | Lelê                        | Episódio: "Luz e Trevas"                 |
| 2010–13 | Aventuras do Didi       | Daniel                      |                                          |
| 2011    | Insensato Coração       | Vicente                     | Episódio: "25–26 de fevereiro"           |
| 2013    | Pecado Mortal           | Ângelo Pasquim (Anjo)       |                                          |
| 2016    | Cúmplices de um Resgate | Maurício Matos Fará         |                                          |
| 2018    | Canta Comigo            | Jurado                      |                                          |
| 2020    | Tô de Graça             | Bidú                        | Episódio: "Um Piscineiro de Novela"      |

## Discografia
- Desassossego (2006)